# Хотомля
Хото́мля (укр. Хотімля) — село, Хотомлянский сельский совет, Волчанский район, Харьковская область, Украина.
Код КОАТУУ — 6321688401. Население по переписи 2001 года составляет 1351 (605/746 м/ж) человек.
Является административным центром Хотомлянского сельского совета, в который, кроме того, входит село Перковка.

## Географическое положение
Село Хотомля находится в 36 км от Волчанска на левом берегу Печенежского водохранилища (река Северский Донец), на 2 км выше по течению от места впадения в него рек Хотомля и Хатомелька. Возле водохранилища несколько домов отдыха, на противоположном берегу большой лесной массив урочище Хотомлянская Дача (дуб). К селу примыкает небольшой лесной массив (сосна).

## Происхождение названия
Хотомля (Хатомля, укр. Хотімля) — от индоевропейских Hat — «зерно» и mlo — «зернотёрка, мельница».

## История
- 1720 — дата основания[1].
- По переписи 1732 года в Хотомле при храме — школа, где 5 школяров-учителей, вольных черкасов 528, подданных 10, великороссийских казаков 30, а всего 568 душ муж., да в деревне Пердуновке 25 душ муж[4].
- XVIII в. — местечко[5].
- Население в 1779 году, согласно «Ведомости, исъ какихъ именно городовъ и уездовъ Харьковское наместничество составлено и сколько было въ нихъ душъ на 1779 годъ», было довольно большим: 1197 человек (учитывались только мужчины; женщин не считали, так как они не платили налогов)[5]. Хотомля в том году была четвёртым по количеству населения населённым пунктом Чугуевского уезда за исключением самого Чугуева, уступая только войсковым слободам Печенеги (3601), Змиёв (2124), Мохнач (1310)[5].
- В 1940 году в Хотомле были 552 двора, озеро, сельсовет, почта, мукомольный и кирпичный заводы, два лесничества, свиноферма и 4 ветряные мельницы.[2]; в соседнем, выше по течению (при заполнении водохранилища затопленном) селе Писаревка было 240 дворов и сельсовет.[6]
- Во время ВОВ село было полностью разрушено. В нём остался целым один дом.
- В 1966 году в селе жили 1540 человек; работали клуб на 250 мест, больница, школа, библиотека.
- В 1993 году в селе действовали совхоз «Хотомля́нский», бондарный цех, детсад, медпункт, пожарное депо, отделение связи, сберкасса, сельсовет, сельпо, трудовой лагерь, школа.[7]

## Экономика
- В селе есть молочно-товарная ферма, машинно-тракторные мастерские;
- Тепличное хозяйство;
- «Шанс», фермерское хозяйство, ЧП;
- «Агростил», фермерское хозяйство, ЧП;
- База отдыха им. Соича.

## Объекты социальной сферы
- Школа;
- Хотомлянская амбулатория семейной медицины.

## Достопримечательности
- Братская могила советских воинов. Похоронено 550 воинов.
- Ландшафтный заказник местного значения «Новодоневский». Площадь 197,0 га. Размещается около село Хотомля, Старосалтовское лесничество, урочище Новодоневское, акватория Печенежского водохранилища. На боровой террасе левого берега Печенежского водохранилища растут сосновые леса из сосны обыкновенной. В низовьях встречаются болотные группировки, в акватории Печенежского водохранилища — группировки высших водных растений, по берегам — прибрежно-водные и луговые группировки. Тут отмечены места произрастания редких для растительного покрова Украины формации кушира подводного и редкие для Харьковщины ассоциации соснового леса кладониевского, формации лепехи обычной, водной сосонки обычной, осоково-сфагновые ассоциации. Своеобразный грунтово-гидрологичный режим обусловил сохранение уникальной для региона бореальной флоры. Тут растут папоротники — щитник гребенестый, щ. шартрський, безщитник женский, телиптерис болотный, а также плаун булавовидный, Калина обыкновенная, грушанка круглолистная, занесенные в Красные списки Харьковщины. Тут отмечено единственное на Харьковщине место произрастания черницы[8].
- Хотомлянский залив — на левом берегу водохранилища около села Хотомля и система мелководий и островов на правом берегу — ценное нерестилище промысловых рыб, место нагула их молодняка[9].

## Знаменитые уроженцы
- Водолажский, Василий Александрович (1937—1992) — Герой Российской Федерации.
- Шевченко, Константин Кириллович (1914—1972) — участник Великой Отечественной войны, один из первых полных кавалеров ордена Славы.